# Drukspil
Et drukspil, også kaldet drukleg, ølspil og andet, er et spil, der spilles med det formål at indtage alkohol med henblik på at blive beruset. Der findes mange varianter af drukspil, og mange er direkte udledt af spil, der normalt spilles uden alkohol. Blandt andet kan poker spilles med indbygget drikke-mulighed. Til andre spil bruges specielle glas og remedier, f.eks drukludo. Der findes også en række drukspil baseret på terninger. For de fleste drukspil gælder det, at mængden der skal drikkes beregnes i slurke.Normalt fastsættes hvor mange slurke, der er i en øl inden spillet påbegyndes.
Der er kilder på drukspil helt tilbage til antikken. Drukspil er blevet forbudt på flere institutioner, særligt på colleges, gymnasier og universiteter.

## Eksempler på drukspil
- Ølstafet
- Rundt om flasken
- Jeg har aldrig[5][6]
- Meyer[7]
- En frø
- Pyramide
- Beer pong[6]
- Vand eller Vodka (også kendt som Vodka Roulette)
- Vandfald[7][5][6]